# 16 bits
16 bits é uma referência à geração de computadores construídos com processadores de 16 bits. Ele descreve o tamanho da "palavra" utilizada para representar inteiros, endereço de memória e outros tipos de dado que são na maioria constituídos de 16 bits (2 octetos). O termo define também a arquitetura da CPU e da ULA. Um processador de 16 bits é capaz de acessar uma memória de até 64 KB.
Os processadores que utilizam 16 bits são da era dos conhecidos Intel 80188 e 80286. Eles foram os mais utilizados no mundo durante sua época, tendo função em escolas, prédios governamentais, escritórios e em casas.
Estes traziam em seu interior registradores que trabalhavam com quatro grupos de 4 bits cada (4x4 = 16), através de seus registradores ah (registrador acumulador), bh (registrador de base indexado), ch (registrador para laços), dh (registrador de "contas" com palavras), com os quais é possível realizar muitas tarefas no computador.